# Kamka (stacja kolejowa)
Kamka (ukr. Камка) – stacja kolejowa w pobliżu miejscowości Kamka, w rejonie koriukowskim, w obwodzie czernihowskim, na Ukrainie. Położona jest na linii Bachmacz - Homel.

## Historia
Stacja powstała w XIX w. na linii Kolei Libawsko-Romieńskiej (jednak już po jej otwarciu) pomiędzy stacjami Horodnia-Ujezd i Snowska.